# (910) Anneliese
(910) Anneliese ist ein Asteroid des Hauptgürtels, der am 1. März 1919 vom deutschen Astronomen Karl Wilhelm Reinmuth in Heidelberg entdeckt wurde.
Benannt ist der Asteroid nach einer Freundin des deutschen Astronomen Julius Dick.